# Tolbutamid
Tolbutamid je prva generacija blokatora kalijumskog kanala, sulfonilurejskih oralnih hipoglikemskih lekova. On je u prodaju pod imenom Orinaza. Ovaj lek se primenjuje za kontrolu tipa II dijabetes, ako dijeta nije efektivna. Tolbutamid stimuliše sekreciju insulina iz pankreasa. Pošto gušterača mora da sintetiše insulin da bi ovaj lek bio delotvoran, on nije efektivan u kontroli tipa I dijabetesa. On se ne koristi rutinski zbog povišene učestalosti nepoželjnih efekata u poređenju sa novijom, drugom generacijom sulfonilureja, poput gliburida. On ima generalno kratko vreme dejstva usled brzog metabolizma, te je stoga bezbedan za upotrebu kod starijih dijabetičara.

## Nuspojave
1. Hipoglikemija
2. Uvećanje telesne težine
3. Hipersenzitivnost
4. Interakcije lekova: povećana hipoglikemija sa cimetidinom, insulinom, salicilatima, sulfonamidima

Salicilati zamenjuju tolbutamid na njegovom mestu vezivanje u na proteinima plazme, što dovodi do povišenog nivoa slobodnog tolbutamida, te to hipoglikemijskog šoka.

## Sinteza
Postoji više načina pripreme tolbutamida. Najkraći sintetički put je adicija para-toluensulfonamida do butil izocijanata:

## Literatura
- Diabetes Prevention Program Research Group. "Reduction in the Incidence of Type 2 Diabetes with Lifestyle Intervention or Metformin." Journal of the American Medical Association 346: 393-402.  2000.
- Jeremy A. Greene. Prescribing by Numbers: Drugs and the Definition of Disease. Johns Hopkins University Press: Baltimore, MD.  2007.
- William L. Lawrence. "Science in Review: Drug for the Treatment of Diabetes Tested And Found of Great Importance." New York Times February 24, 1957.